# Lexington (Maine)
Lexington – miasteczko w zamieszkanym przez 336 ludzi (2000) niezorganizowanym terytorium Central Somerset, w Stanach Zjednoczonych, w stanie Maine i hrabstwie Somerset.